# 栋热 (摩泽尔省)
栋热（法語：Donjeux，法語發音：[dɔ̃ʒø]）是法国摩泽尔省的一个市镇，属于萨尔堡-萨兰堡区。

## 地理
栋热（48°52'39"N, 6°24'10"E）面积3.25 平方千米，位于法国大東部大區摩泽尔省，该省份为法国东北部内陆省份，是洛林的一部分，西南接默尔特-摩泽尔省，东临下莱茵省，北与卢森堡和德国接壤。
与栋热接壤的市镇（或旧市镇、城区）包括：代尔姆、索尔努瓦地区拉纳弗维尔、勒蒙库尔、奥里奥库尔、维维耶。

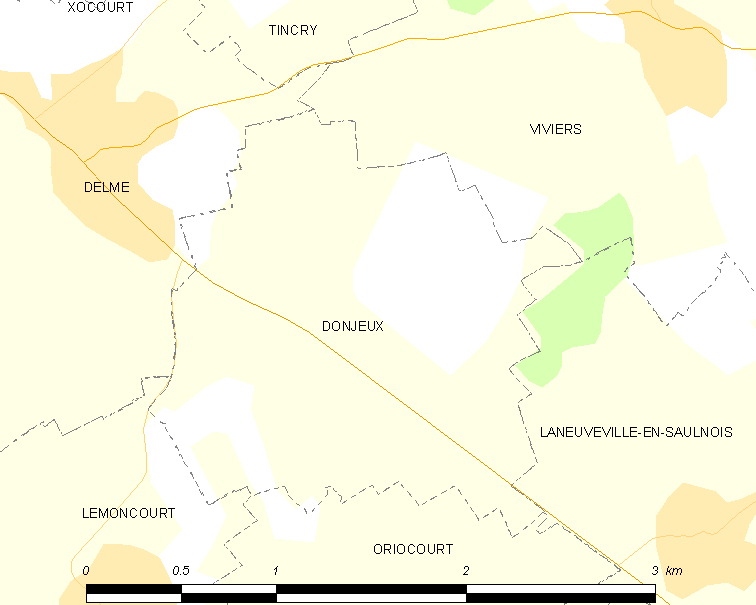
的OSM定位图

栋热的时区为UTC+01:00、UTC+02:00（夏令时）。

## 行政
栋热的邮政编码为57590，INSEE市镇编码为57182。

## 政治
栋热所属的省级选区为索努瓦县。

## 人口

1962-2008年间人口变化图示

栋热于2022年1月1日时的人口数量为93人。